# Ross 614

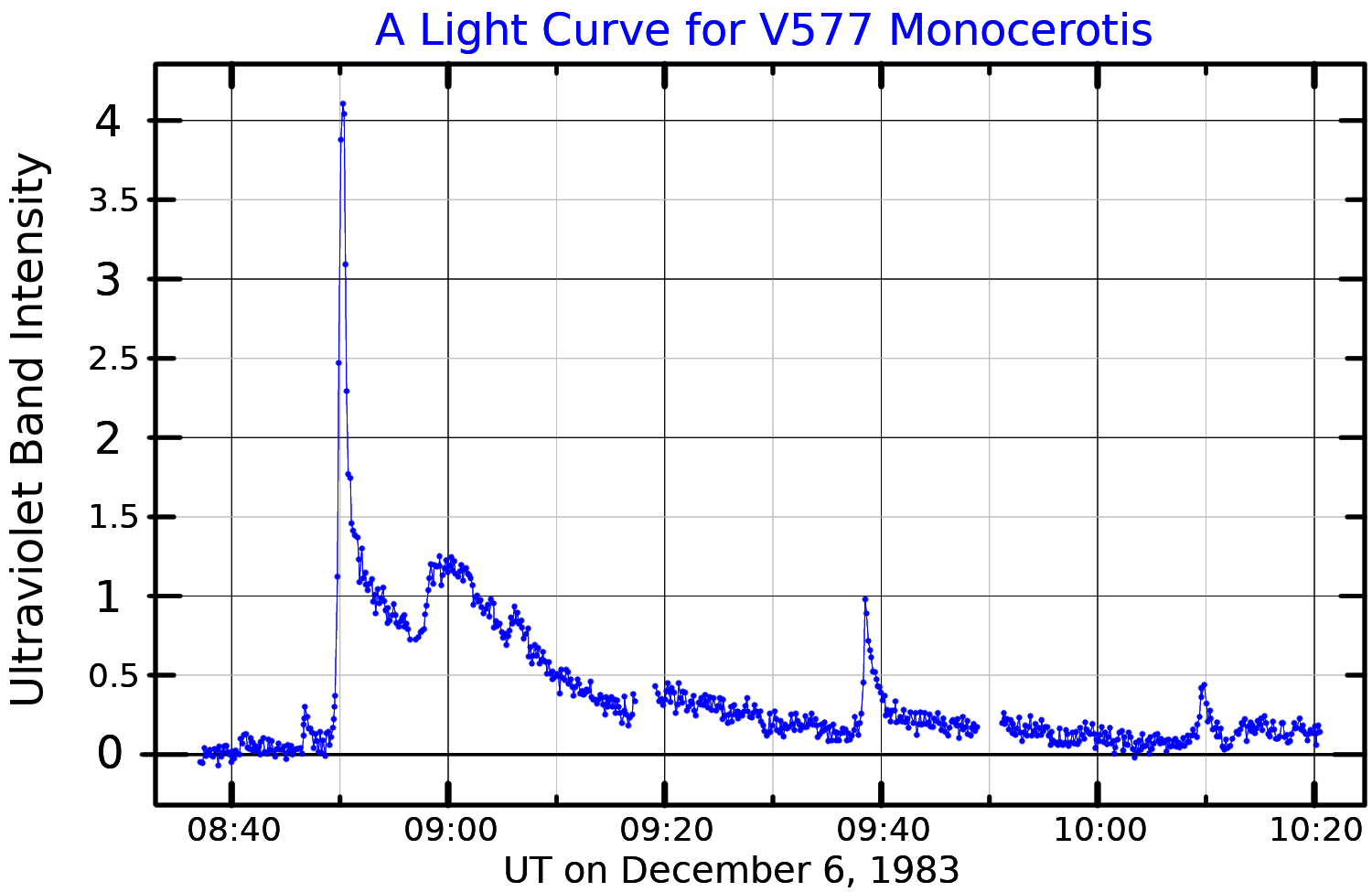
Una curva de luz de banda ultravioleta para V577 Monocerotis que muestra varias llamaradas, adaptada de Pettersen y Sundland, A&A Suppl. Ser., vol 87, págs. 303-307, 1991.

Ross 614 (HIP 30920 / GJ 234 A/B) es una estrella binaria situada a una distancia de 13,3 años luz del sistema solar en la constelación de Monoceros. De magnitud aparente +11,15, no es observable a simple vista. El gran movimiento propio de esta estrella fue descubierto por Frank Elmore Ross en 1927.
Ross 614 está compuesta por dos enanas rojas con una separación en su semieje mayor de solo 0,932 segundos de arco, que corresponde a un período orbital de 16,6 años. La estrella principal es de tipo espectral M4.5V y posee una masa de 0,22 veces masas solares; la estrella secundaria tiene una masa de 0,11 masas solares —ligeramente mayor que Wolf 359, el tercer sistema más cercano al Sol— y superior a la inicialmente estimada.
Asimismo, Ross 614 es una estrella fulgurante, recibiendo la denominación de estrella variable V577 Monocerotis. Se han registrado llamaradas breves —del orden de segundos— pero frecuentes. En un periodo de 4,3 horas se observaron cuatro llamaradas.